# Вила „Хирш“
Вила „Хирш“ (на гръцки: Βίλα Χιρς) е историческа постройка в град Солун, Гърция.
Сградата е разположена в южния квартал Пиргите, на булевард „Василиса Олга“ № 144. Тя е една от серията исторически сгради, които са запазени на известния булевард в Солун. Построена е в 1900 година и в началото е известна като Вила Бени Фернандес. Къщата е построена по проект на известния италиански архитект Пиеро Аригони.
По време на Втората световна война е иззета и използвана от германците и в нея се помещава Гестапо. Там са арестувани и измъчвани пленниците на Гестапо. По това време сградата си спечелва мрачна известност, дала начало на много слухове за мъченията в къщата. По време на гражданската война в Гърция във вилата се помещава Първо управление на Източен Солун.
Външната част на сградата е богато украсена с релефени декорации. Все още е запазен гръмоотвода на сградата с дата 1911 година. До около началото на 1980 година къщата се използва по коледните празници като магазин за играчки и украшения. Според някои източници собствениците живеят във Франция и са наследници на първоначалния собственик. Сградата днес е изоставена и се руши с времето.